# (37308) 2001 OP16
2001 OP16 (asteroide 37308) é um asteroide da cintura principal. Possui uma excentricidade de 0.32375000 e uma inclinação de 5.58033º.
Este asteroide foi descoberto no dia 21 de julho de 2001 por NEAT em Palomar.